# Теорема Руше
Теорема Руше — утверждение о голоморфных функциях в комплексном анализе.

## Формулировка
Пусть {\displaystyle D\subset \mathbb {C} } есть область, ограниченная кусочно гладкой жордановой кривой. Предположим, что функции {\displaystyle f(z)} и {\displaystyle g(z)} голоморфны в области {\displaystyle G\supset {\overline {D}}} и выполнено неравенство 
{\displaystyle |g(z)|<|f(z)|\ \ \forall \ z\in \partial D}.  Тогда функции {\displaystyle f} и {\displaystyle h=f+g} имеют в области {\displaystyle D} одинаковое число нулей, при условии, что каждый ноль подсчитан с учётом кратности, а также имеет место равенство 
{\displaystyle {}\ \int \limits _{\partial D}{\frac {h'(z)}{h(z)}}dz=\int \limits _{\partial D}{\frac {f'(z)}{f(z)}}dz.}